# Joseph Addison
Joseph Addison (Milston, Inglaterra, 1 de maio de 1672 – 17 de junho de 1719) foi um poeta e ensaísta inglês.

## Biografia

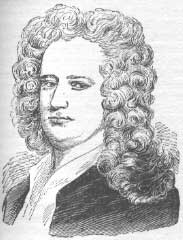
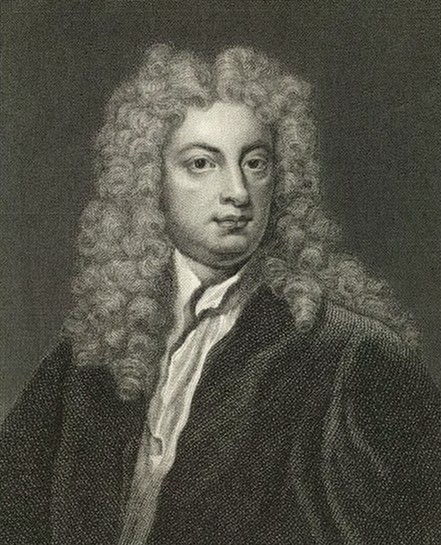

Em Charterhouse foi condiscípulo de Richard Steele, com o qual elevou à perfeição o género do ensaio jornalístico, de que ambos os escritores fizeram cátedra pública de moral e cultura destinada a uma classe média que viria a ocupar o lugar da classe alta, brilhante mas corrompida.
Politicamente militou com os whigs, tendo ocupado cargos importantes: membro do parlamento (1708-1719), secretário do residente-geral da Irlanda (1709), secretário de Estado (1717-1718).
Em 1704, escreveu The Campaígn, poema épico exaltando a vitória de Marlborough em Blenheim, e em 1713 culminou triunfalmente a sua carreira política com a tragédia Catão (Cato), que agradou ao público devido às ideias liberais expostas e à critica por ajustar-se aos modelos clássicos. No entanto, deve a sua fama aos ensaios que escreveu, publicados em The Tatler (1709-11), The Spectator (1711-14) e, ocasionalmente, em The Guardian (1713).